# 이병주 (군인)
이병주(李丙冑, 1921년 ~ ?)는 일제강점기와 대한민국 건국 초기의 군인이다.

## 학력
- 만주국 신경군관학교
- 대한민국 군사영어학교 2기
- 조선경비보병학교

## 생애
간도 출신으로 룽징에서 자랐다. 만주의 신경군관학교를 제2기로 졸업한 뒤 만주군 장교로 복무했다. 박정희와는 신경군관학교 동기생으로 가까운 사이였다.
태평양 전쟁이 종전되었을 때 만주군 중위였다. 일본 제국의 패망으로 한반도에서 군정기가 시작되자 미군정 지역으로 들어왔고, 대한민국 국군에 창군 과정부터 참여하여 군번이 14번이었다.
박정희가 육군사관학교 생도일 때 이병주는 군사영어학교를 졸업하고 1연대 중대장으로 복무하고 있었으며, 같은 만주군 출신인 이한림과 함께 세 사람이 자주 어울렸다. 이한림의 증언에 따르면, 이때 이병주가 공산주의에 우호적인 발언을 하기 시작했으며, 박정희도 점차 이에 동조해갔다. 이병주의 주장은 남쪽은 부패하고 혼란하여 민족통일을 이루기 어렵고 북쪽에 희망이 있다는 것이었다.
이후 이병주는 남조선로동당 계열 장교로 활동하였다. 여순 14연대 반란사건의 김지회와 홍순석은 이병주가 중대장으로 있을 때 그 휘하에서 복무하면서 영향을 받은 장교들이었다. 박정희의 신경군관학교 동기생 가운데서는 이상진과 함께 대표적인 남로당 인맥이 되었다.
1948년에 대한민국 국군의 남로당 장교들이 대거 제거되었을 때 연대장급으로 있다가 체포되어 숙청되었다. 이때 만주군 출신 남로당 인맥 가운데 이상진도 함께 숙청되고 최남근은 사형당했으며, 박정희는 백선엽의 도움으로 살아났다. 처형을 당하지는 않았지만, 장기형을 선고받고 수감된 뒤 한국 전쟁을 거치며 사망했다는 증언도 있다.
2008년 민족문제연구소가 발표한 친일인명사전 수록예정자 명단 중 군 부문에 선정되었다.